# Родригеш Торреш, Жоаким
Жуакин Родригеш Торреш, 1-й виконт ди Итабораи (порт. Joaquim José Rodrigues Torres, Visconde de Itaboraí; 13 декабря 1802, Итабораи — 8 января 1872, Рио-де-Жанейро) — политический и государственный деятель Бразильской империи, журналист.

## Биография
Образование получил в Рио-де-Жанейро, затем отправился в Португалию, где продолжил учёбу и в 1825 году окончил факультет математики Университета Коимбры.
После возвращении на родину преподавал в Королевской военной академии. В 1827 году вернулся в Европу и до 1829 года стажировался в Париже.
Став членом бразильской Либеральной партии, основал газету «Independente». Участник общественной и государственной жизни страны.
Несколько раз был назначен министром военно-морского флота империи (1831—1834, 1837—1839, 1840, 1843—1844) и военным министром (1839).
Затем стал заместителем генерального судьи в Рио-де-Жанейро, был первым губернатором штата Рио-де-Жанейро, создал там полицейскую гвардию, ныне военная полиция штата Рио-де-Жанейро. В 1837 году перешёл в Консервативную партию (Partido Conservador (Brasil)).

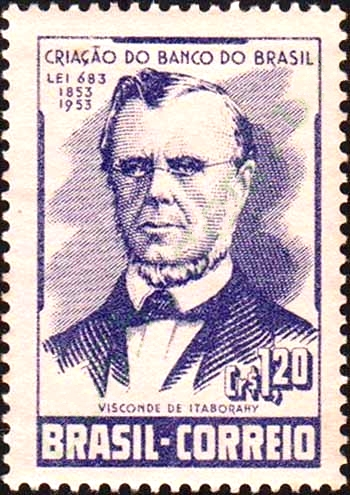
Почтовая марка Бразилии, посвящённая Ж. Родригешу Торрешу. 1953

Дважды становился президентом Банка Бразилии (1855—1857, 1859).
С 1844 по 1872 год занимал посты министра финансов (1832, 1848—1853, 1868—1870), министра сельского хозяйства (1832 - 1832), государственного советника и сенатора Бразильской империи.
С 11 мая 1852 по 5 сентября 1853 и с 16 июля 1868 по 29 сентября 1870 года — премьер-министр правительства Бразильской империи.
Член института истории и географии Бразилии.

## Награды
- Императорский орден Креста (Бразилия)
- В декабре 1854 года был пожалован титулом виконта, Это противоречило закону о свободном матке до его обнародования.